# ارزیابی درد (صورت، پاها، فعالیت، گریه، تسکین پذیری)
ارزیابی میزان درد (به انگلیسی: FALCC scale) یا Face, Legs, Activity, Cry, Consolability scale روشی است که برای ارزیابی میزان درد با استفاده از صورت، پاها، فعالیت، گریه، تسکین پذیری در کودکان در بازهٔ سنی ۲ ماه تا ۷ سال و همچین کسانی که نمی‌توانند دردشان را ابراز کنند استفاده می‌شود. این مقیاس در محدوهٔ ۱ تا ۱۰ نمره گذاری می‌شود که نمرهٔ ۰ نشانگر عدم وجود درد است. این مقیاس دارای 5 شاخص است که به هر کدام یکی از نمرات ۰, ۱ یا ۲ اختصاص داده می‌شود.
| Criteria   | نمره ۰                                           | نمره ۱                                                                                                   | نمره ۲                                                        |
| ---------- | ------------------------------------------------ | --- | ------------------------------------------------------------- |
| صورت       | عدم وجود حالت خاص یا در حال لبخند زدن            | لبخندهای گاه به گاه یا اخم، پس زدن، بی‌علاقگی                                                             | لرزیدن دائمی و مکررِ چانه، فک به هم فشرده                      |
| پاها       | حالت طبیعی یا آرام                               | ناراحت، بی‌قرار، سفتی                                                                                     | لگد زدن، پاهای کشیده شده                                      |
| فعالیت     | دراز کشیدن آرام، حالت طبیعی، به آسانی حرکت می‌کند | پیچ و تاب خوردن، بی‌ثبات، عقب و جلو شدن، سفتی                                                             | خمیده شدن، سفت و سخت یا حرکات سریع                            |
| گریه       | بدون گریه (بیدار یا خواب)                        | ناله کردن یا زاری کردن، شکایت‌های گاه‌وبیگاه                                                               | پیوسته گریه می‌کند، جیغ می‌کشد یا گریه می‌کند، مکرراً شکایت می‌کند |
| تسلی پذیری | خشنود، آرام                                      | با لمس گاه به گاه تسلی پیدا می‌کند، در آغوش کشیده شده و با او صحبت شود، می‌توان ذهن او را از درد منحرف کرد | دلداری دادن و آرام کردن او دشوار است                          |

همچنین مشخص شده‌است که مقیاس FLACC برای استفاده بزرگسالان در بخش مراقبت ویژه (به انگلیسی: intensive-care unit) (ICU) که به دلیل لوله گذاری قادر به صحبت نیستند دقیق است. نتایج حاصل از ارزیابی با مقیاس FLACC با چک لیست مقیاس شاخص‌های غیر کلامی (CNPI) مشابهت دارد.